# 愛の戦士レインボーマン (アニメ)
『愛の戦士レインボーマン』（あいのせんしレインボーマン）は、1982年秋から1983年春にかけてTBS系列で放送されていたテレビアニメ。毎日放送と愛企画センターの共同制作。特撮ドラマ『愛の戦士レインボーマン』のアニメ版である。放送時間は毎週日曜13:30 - 14:00 (JST) 。全22話。
放送日は同時ネット局では1982年10月10日から1983年3月27日まで。ただし、制作局の毎日放送では第55回選抜高等学校野球大会中継の関係で、最終話は1983年4月9日に放映された。

## 概要
タツノコプロ製作『超時空要塞マクロス』との2本立てによる、日曜13時30分からの1時間枠「サンデーアニメプレゼント」としてスタートした。
旧作とは大きく異なった姿のレインボーマンや、巨大ロボット「レインボーセブン」の登場、敵組織の死ね死ね団の首領は宇宙人と、設定が一新されており、さらに特撮版では孤独なヒーローだったレインボーマンことヤマトタケシが仲間とともに戦うという、明るいヒーロー活劇として製作された。
監督には特撮版のキャラクターデザインを担当し、同じ川内康範原作のテレビアニメ『正義を愛する者 月光仮面』の監督も務めた岡迫亘弘が就任。岡迫の起用は川内からの指名であったが、当時岡迫は土田プロダクションに所属していたため個人では受けられないと川内に伝えたところ、川内は土田プロダクションを経由しての発注とし、同社が元請けをすることとなった。
日曜13時台に遅れネットを除く新作のアニメーションを放送するのは初めての試みだったが本作のみで半年（2クール）しか続かなかった。それ以降地上波においてはひとつも制作されていない。
衛星波の再放送、動画配信、映像ソフトの販売は2023年現在いずれも行われていない。
毎日放送と愛企画センターとの共同制作番組は同時期に『まんが日本昔ばなし』があり、その流れで本作のアニメ化が決まった。

## レインボーマンの能力
特撮版同様「あのくたら さんみゃく さんぼだい」（阿耨多羅三藐三菩提）と唱えて変身し、各化身は基本的に特撮版と同じ術を使う。ただしレインボークロスのような合体術は存在しない。術を多用しすぎたり、修行を怠ると弱くなる。また、使用後は「ヨガの眠り」に就かなければレインボーマンに変身すらできなくなる。ただし特撮版のように自分の意思とは関係なく座禅を組むことはない。初期には「ヨガの眠り」を怠ったことで危機に陥る場面もあった。回復時間は特撮版同様に5時間。
ダッシュ1
体色は金色。月の力を利用する。「月光の術」や「ムーンライトビーム」（額から発射）、「ムーンアタック」（両手に発生させた三日月型光刃を投げつける）、「ムーンサルトアタック」（光となって体当たり）を使う。重力を使う術もある。デビルメカを足止め出来る程の力がある。
ダッシュ2
体色は赤色。火の力を利用する。「火炎の術」を使う。耐熱機能も備えている。敵に火山弾を当てる「溶岩つぶて」なる技もある。
ダッシュ3
体色は青色。水の力を利用する。「水雷砲の術」（水を操り敵を押し流す）、「水雷雲の術」（雨雲を発生させて消火）を使う。長時間水中に潜行することが可能。
ダッシュ4
体色は緑色。木の力を利用する。「木の葉の術」を使う。忍者のように木の葉隠れの術を使ったり、葉を硬化させ、手裏剣のように投げる術「木の葉手裏剣」、竜巻で敵を吹き飛ばす「木霊叩きの術」（特撮版の「木の葉嵐」に相当する）もある。
ダッシュ5
体色は橙色。光の力を利用する。「黄金の術」や「ゴールドフラッシュ」（全身から閃光を放つ）「ゴールデンアロー」（光の矢と化して体当たり）を使う。最も早いスピードで空を飛べる。
ダッシュ6
体色は紫色。土の力を利用する。土中を掘り進む「土遁の術」、岩石を周囲に撒き散らす「岩石の術」を使う。特撮版でダッシュ１の技であった「蛇変化の術」も使える。性質上、主に地中での活躍が目立った。
ダッシュ7
通常体。体色は白色。太陽の力を利用。掌から青い光輪を連続して放つ「遠当ての術」や「念動力」といった念力系の術のほか、洗脳を解呪したり解毒を促す回復系の呪文も使う（死亡直後の少女を蘇生させたことも）。額のシンボルから「レインボーフラッシュ」、「レインボービーム」を放つ。

### レインボーセブン
大宮博士がダイバダッタの指示によって極秘裏に建造した「Vアーマー」と呼ばれるロボット。素体は額のシンボル（赤色）を除き白色だが、レインボーマンが「分身の術」で7化身に分身、Vアーマーに合体（合身）することで、7化身の体色が着色され起動する。アニメ版では分身体が等身大で合体することがなかったため、特撮版のレインボークロスにあたる術といえる。巨大ロボット戦を展開させることが一番の理由だが、各化身の活躍を奪わないようにするための策ともいわれている。セブン時には7化身すべての術を使うことが可能で、その術を利用した必殺技も存在する。1号機は死ね死ね団の罠にかかり破壊されてしまうが、2号機はレインボーマンの額に埋め込んだマイクロチップに組み込まれた設計データをもとにして、秘術「元素集合の術」で無から生成される。そのため何度破壊されても自己修復することが可能となったが、この世に実体化しているだけでレインボーマンの念力エネルギーを消耗させるらしく、戦いの終了と共にレインボーマンのエネルギーが欠乏すると分解消滅してしまう。元来は宇宙開発用のロボットで、普通に人間が乗って操縦する操縦席もあり、要救助者を救い出した後、乗せたこともある。
身長13メートル、重量700トン

#### 武器
レインボーソード
いわゆる「光の剣」。合掌した手を腕ごと左右に開くことで出現する。特定の攻撃方法や剣技はなかったが、決戦武器として最も多用された。「ダブルソード!」と叫んで、柄の部分から刀身を反対方向に伸ばして二本の剣にして、二刀流も披露した。その他、光剣を球状に凝縮して敵に投擲する「ソードアタック」という決め技がある。
ビッグクロス
最終決戦で正体を現したドンゴロスにとどめを刺した超必殺技。両腕を大きく開いて自分自身を巨大な十字架にして放つ破壊光線（話によってはソードを変化させたり、両手で空間に十字を切って発生させる）。
レインボーフラッシュ
ダッシュ7の時と同じく、額のシンボルから発射される破壊光線。決め技として何度か使用された。死ね死ね団が日本に向けて発射したICBMを宇宙空間で破壊した。
リングシュート
相手を捕えて縛り付ける光の輪。
セブンビーム
目から発射される破壊光線。威力は低いが、速射性、連射性に優れる。
ファイヤーアロー
両手首付近のスリットが開いて発射される、炎の矢。
レインボーバリヤー
建物や人を守るために、手の先からエネルギーを発して出現させるバリヤー。一度出現させれば、レインボーセブンがその場を離れても残る。また、自身を守るタイプは胸元の装置から放出する。
グレートハリケーン
腰のバックル状のシャッターが開いて発射される強風。デビルメカを吹き飛ばすほどの威力がある。

## レインボーマンの仲間、家族
大和たみ
タケシの母。夫の一郎が行方不明のため、喫茶店を経営して子供二人を育てている。
大和ジュン
タケシの妹、小学生。特撮版と違って脚が不自由な設定はなく活発な女の子で、レインボーマンが兄であることは知らず、彼の大ファンである。
大和一郎
新聞記者。ダイバダッタの依頼で死ね死ね団に潜入して調査していたが帰ることが出来ず、長く行方不明であった。
レインボーマン＝タケシで有る事をダイバダッタの預言で知っており、影から支援していた。
死ね死ね団の本部に乗り込んだがピンチに陥ったレインボーマンを救出して、その前に姿を現し、最後は特撮版と異なり、無事に生きて妻子の元に帰った。
大宮博士
ダイバダッタの依頼でレインボーセブンを開発した科学者。物心共にタケシ＝レインボーマンを支援した。
元来は宇宙開発を目指して働いていた宇宙工学者であった。
大宮陽子
大宮博士の娘。今作のヒロイン。ただし出番はそれほど多くなかった。
山田豪太
タケシのレスリング仲間。八百屋の息子。
山田正介
豪太の弟で、ジュンの友達。
ダイバダッタ
インドの仙人、大聖者。200年以上も生きている。
レインボーマンを超える超能力を持っており、若い頃にドンゴロスと戦い、見事に倒して石の棺に閉じ込めて封印していた。
自分の寿命が残り少ないことを感じ取り、後継者兼自分亡き後ドンゴロスを倒す「虹の男」になれる逸材を探していた。
タケシがその後継者であると感じ、修行をつけ、レインボーマンへの化身能力を授けたところで寿命が尽き、入滅した。
特撮版と違って死後はタケシの前に現れなかった（特撮版でダイバダッタの霊が行った支援活動は大宮博士が行った）。

## 死ね死ね団
自分の星で悪の限りを尽くした宇宙の犯罪者・ドンゴロスが地球征服のために作った秘密結社。優れた科学力を持ち、謎の島の本部から殺人集団や、改造人間のデスノイド、巨大ロボのデビルメカを発進させて、テロ活動を行う。
帝王ドンゴロス
ワンダル星出身の宇宙人で、緑色の爬虫類の様な肌と白髪を持つ。地球人より遥かに長命で、超能力を持つ。自分の星で悪の限りを尽くしたが、平和を愛する者たちにより、操縦設備を外された宇宙船に閉じ込められて宇宙に流刑にされたが、宇宙船が地球にたどり着く。
その超能力を利用して、時の権力者を操り、世界中で戦乱を巻き起こしていた。戦乱を巻き起こすことで地球の文明を発展させ、やがては科学者を集めて宇宙船を作らせ、自身を追放した星に戻って、復讐を遂げることが目的であったが、戦乱によって多くの人々を苦しめたため、聖者ダイバダッタに討伐された。しかし死ぬことはなく、石の棺に超能力を奪われた形で閉じ込められていたが、ダイバダッタの寿命が尽きて念力が切れたことで封印が解けて復活した。ミスターKに命令を下すが、一般の団員の前には姿を現さない。
ミスターK
死ね死ね団の司令官で、人間の首領である。特撮版と異なり、日本人に恨みを持っている訳ではなく、組織の司令官である理由等は特に説明されなかった。度重なるレインボーマンへの敗北と、幹部が全て倒されたことの責任を取ってデビルメカに融合しレインボーマンと戦うが、敗死する。
フェアリ・ロゼ
初代幹部。ミスターKの命令を受けて、デビルメカ、デスノイド、戦闘員を率いて様々なテロ活動や、地球征服のための活動を行う。
デビルメカとレインボーセブンの戦いに巻き込まれて、海に転落し、一度は死亡するが、タケシに救われ、人工呼吸で救われる。
記憶喪失のふりをして病院に入院するが、一度心臓が止まったことで死亡したと扱われ、死ね死ね団には見捨てられるが、タケシの献身的な看護に心を打たれ、タケシ＝レインボーマンの事実を知ると、命を投げうってそのピンチを救い死亡する。
ドクトル・ギルマ
デビルメカやデスノイドを開発した科学者。左目にモノクルをかけている。
ハインツ少佐
2代目幹部。ナチス高官風の男性。戦闘指揮を得意にしており、自ら現場で戦闘員を率いてレインボーマンと戦ったり、テロ活動をすることが多かった。タケシの妹・ジュンを捕らえて尋問し、タケシ＝レインボーマンであることを突き止めるが、直後にデビルメカの爆発に巻き込まれて死亡し、ミスターKに伝えることはできなかった。
パステル・プチ
ハインツ少佐の元婚約者。最後の女性幹部。自分が日本で活動中にも関わらず日本を吹き飛ばす威力のあるミサイルを死ね死ね団が発射したことから、死ね死ね団を裏切りレインボーマンのピンチを救って死んでいった。
デスノイド
一般的な特撮番組における怪人で、サイボーグ化された戦闘員。レインボーマンとも互角に戦える戦闘能力を持つ。
戦闘員
特撮版の死ね死ね団の戦闘員とは異なったデザインの戦闘服（指揮官タイプは赤ライン入り）を着ていた。レインボーマンと戦えるほどの力はなく、集団で襲い掛かっても格闘だけで倒されることが多い。
デビルメカ
死ね死ね団のメイン戦力。団員が融合することで完成・稼働するが、任務完了すると自爆され、融合した団員はそのまま運命を共にする。しかし、デビルメカへの融合者に任命されることは死ね死ね団では名誉なことらしい。
所謂巨大ロボであるが、必ずしも人間の形はしていない。
出動準備が整うと大型カプセルに詰められ、基地上部から日本へ発射ののち目的地上空でカプセルは爆破、破片は周囲に甚大な被害をもたらす。

## キャスト
- ヤマトタケシ / レインボーマン - 水島裕
- 大和秋子 - 武藤礼子
- 大和ジュン - 能村弘子
- 大宮陽子 - 鶴ひろみ
- 大宮博士 - 岸野一彦
- 山田豪太 - 山口健
- 山田正介 - 向殿あさみ
- ダイバタッタ - 千葉耕市
- ミスターK - 桑原たけし
- フェアリ・ロゼ - 小宮和枝 （第1話 - 第12話）
- ハインツ少佐 - 銀河万丈 （第11話 - 第16話）
- パステル・プチ - 土井美加 （第17話 - 第21話）
- ドクトル・ギルマ - 稲葉実
- 帝王ドンゴロス - 飯塚昭三
- ナレーター - 若本紀昭

## スタッフ
- 原作 - 川内康範（連載誌『てれびくん』『小学館学習雑誌』）
- 脚本 - 伊東恒久
- 美術監督 - 半藤克美
- 音楽 - 北原じゅん
- 音響監督 - 藤野貞義
- 音響効果 - 新井秀徳
- 音楽制作 - 愛プロ
- 録音 - ニュージャパンスタジオ
- 撮影 - 旭プロダクション
- 編集 - 岡安肇
- 現像 - 東京現像所
- 制作担当 - 橋本光郷、小暮一人、広岡修
- プロデューサー - 川内彩友美（愛企画センター）、土田治
- 監督・キャラクターデザイン - 岡迫亘弘[2]
- 制作協力 - 土田プロダクション
- 制作 - 毎日放送、愛企画センター
- 広告代理店 - 萬年社[3]

## 主題歌
キングレコード K06S-3043
オープニングテーマ - 「愛の戦士レインボーマン」（原題「行け レインボーマン」）
作詞 - 川内康範 / 作曲 - 北原じゅん / 編曲 - 小杉仁三 / 歌 - 水島裕、ヤング・フレッシュ
エンディングテーマ - 「あいつの名前はレインボーマン」
作詞 - 川内康範 / 作曲 - 北原じゅん / 編曲 - 小杉仁三 / 歌 - ヤング・フレッシュ、ロイヤル・ナイツ
2曲とも、それぞれ特撮版の同曲をアレンジしたものである。ただし、特撮版とはEPレコードの発売元が異なっていた（特撮版は、ワーナー・パイオニア、朝日ソノラマの2社）。

## 各話リスト
| 話数   | 放送日 （毎日放送） | サブタイトル                  | コンテ     | 演出         | 作画監督 | デビルメカ          |
| ------ | ------------------- | ----------------------------- | ---------- | ------------ | -------- | ------------------- |
| 第1話  | 1982年 10月10日     | 宿命の出会い                  | 狭間遊     | 狭間遊       | 岡迫亘弘 | -                   |
| 第2話  | 10月17日            | ゆけ！愛の戦士                | 小鹿英吉   | 小鹿英吉     | 福田新   | -                   |
| 第3話  | 10月24日            | 戦え！レインボーセブン        | 小泉謙三   | 秦義人       | 福田新   | ドラウダス          |
| 第4話  | 10月31日            | 恐怖のロボット工場            | 長谷川康雄 | 長谷川康雄   | 岡迫亘弘 | ギザラス            |
| 第5話  | 11月7日             | レインボーセブン大爆発！      | 岡本達也   | 岡本達也     | 福田新   | ゴライアス          |
| 第6話  | 11月14日            | 甦れ!! レインボーセブン       | 狭間遊     | 小華和ためお | 福田新   | アローソラス        |
| 第7話  | 11月28日            | 恐怖のダム破壊作戦            | 小泉謙三   | 秦義人       | 福田新   | ジャラダン          |
| 第8話  | 12月5日             | 狙われた大宮研究所            | 小泉謙三   | 岡本達也     | 岡迫亘弘 | イダロス            |
| 第9話  | 12月12日            | 恐怖！死ね死ね少年団          | 嵐虹太郎   | 嵐虹太郎     | 福田新   | モグラート          |
| 第10話 | 12月19日            | 魔の鬼ヶ崎海岸                | 秦義人     | 秦義人       | 山下征二 | ザリガロス          |
| 第11話 | 12月26日            | ロゼが正体を見た！            | 吉田浩     | 岡本達也     | 福田新   | ストドロス          |
| 第12話 | 1983年 1月9日       | タンカー破壊作戦！            | 小泉謙三   | 秦義人       | 岡迫亘弘 | ガバロゲス          |
| 第13話 | 1月16日             | 地底大洞窟の秘密              | 秦義人     | 嵐虹太郎     | 福田新   | ギガイドス          |
| 第14話 | 1月23日             | 盗まれた町                    | 吉田浩     | 岡本達也     | 山下征二 | バララドス          |
| 第15話 | 1月30日             | デスノイド改造マシン          | 小鹿英吉   | 秦義人       | 福田新   | マグリカス          |
| 第16話 | 2月13日             | 炎の中に消えたタケシ          | 小泉謙三   | 岡本達也     | 山下征二 | マグリカス          |
| 第17話 | 2月20日             | 富士山を爆破せよ！            | 吉田浩     | 秦義人       | 福田新   | ドラグゲス          |
| 第18話 | 2月27日             | 分解消滅!? レインボーセブン   | 吉田浩     | 角谷哲生     | 山下征二 | ガミーラ テトラドン |
| 第19話 | 3月6日              | Vアーマーのスーパーメカニズム | 吉田浩     | 岡本達也     | 福田新   | テトラゲス          |
| 第20話 | 3月13日             | 帝王ドンゴロスの秘密          | 小泉謙三   | 秦義人       | 山下征二 | -                   |
| 第21話 | 3月20日             | 父・一郎は生きていた！        | 越智一裕   | 越智一裕     | 越智一裕 | サイコデビルメカ    |
| 第22話 | 4月9日              | ドンゴロスの最後              | 小泉謙三   | 岡本達也     | 福田新   | ギャングラス        |

## 放送局
放送系列は本放送当時のもの。放送日時は個別に提示されているものを除き、1982年11月中旬 - 12月上旬のものを使用する。
| 放送対象地域   | 放送局       | 系列                   | 放送日時           | 備考            |
| -------------- | ------------ | ---------------------- | ------------------ | --------------- |
| 近畿広域圏     | 毎日放送     | TBS系列                | 日曜 13:30 - 14:00 | 制作局          |
| 北海道         | 北海道放送   | TBS系列                | 日曜 13:30 - 14:00 |                 |
| 青森県         | 青森テレビ   | TBS系列                | 日曜 13:30 - 14:00 |                 |
| 岩手県         | 岩手放送     | TBS系列                | 日曜 13:30 - 14:00 | 現・IBC岩手放送 |
| 宮城県         | 東北放送     | TBS系列                | 日曜 13:30 - 14:00 |                 |
| 関東広域圏     | TBS          | TBS系列                | 日曜 13:30 - 14:00 |                 |
| 新潟県         | 新潟放送     | TBS系列                | 日曜 13:30 - 14:00 |                 |
| 石川県         | 北陸放送     | TBS系列                | 日曜 13:30 - 14:00 |                 |
| 長野県         | 信越放送     | TBS系列                | 日曜 13:30 - 14:00 |                 |
| 静岡県         | 静岡放送     | TBS系列                | 日曜 13:30 - 14:00 |                 |
| 中京広域圏     | 中部日本放送 | TBS系列                | 日曜 13:30 - 14:00 | 現・CBCテレビ   |
| 鳥取県・島根県 | 山陰放送     | TBS系列                | 日曜 13:30 - 14:00 |                 |
| 岡山県・香川県 | 山陽放送     | TBS系列                | 日曜 13:30 - 14:00 | 現・RSK山陽放送 |
| 広島県         | 中国放送     | TBS系列                | 日曜 13:30 - 14:00 |                 |
| 高知県         | テレビ高知   | TBS系列                | 日曜 13:30 - 14:00 |                 |
| 福岡県         | RKB毎日放送  | TBS系列                | 日曜 13:30 - 14:00 |                 |
| 長崎県         | 長崎放送     | TBS系列                | 日曜 13:30 - 14:00 |                 |
| 熊本県         | 熊本放送     | TBS系列                | 日曜 13:30 - 14:00 |                 |
| 宮崎県         | 宮崎放送     | TBS系列                | 日曜 13:30 - 14:00 |                 |
| 鹿児島県       | 南日本放送   | TBS系列                | 日曜 13:30 - 14:00 |                 |
| 福島県         | 福島テレビ   | TBS系列 フジテレビ系列 | 日曜 13:30 - 14:00 |                 |
| 山口県         | テレビ山口   | TBS系列 フジテレビ系列 | 日曜 13:30 - 14:00 |                 |
| 山形県         | 山形テレビ   | フジテレビ系列         | 土曜 16:30 - 17:00 |                 |

## 特撮版との相違点
- タイトルロゴのデザインが若干異なっている。
- レインボーマンのデザインが大きく異なった姿になっている。
- 孤独なヒーローだったレインボーマンことヤマトタケシが科学者や民間人の仲間たちとともに戦う。
- タケシがレスリングの選手で、ダイバ・ダッタに弟子入りした理由は「もっと強くなりたい」というのは特撮版と同じ[8]だが、特撮版のような「アマレス大会で負傷者を出した責任で、部を除名させられる」「プロレスに入ろうとしても技が通用せず」という設定は無くなった。
- タケシにダイバのことを教えたのは、特撮版ではタケシの先輩・堀田だが、アニメ版は大宮博士となる[8]。
- タケシの家族の姓表記は、特撮版ではタケシと同じ「ヤマト」だが、アニメ版は「大和」となる（「ヤマト」表記はタケシのみ[8]。）
- タケシの母は、特撮版では「たみ」で、おにぎり屋「おふくろ」を経営しているが、アニメ版では「秋子」となり、喫茶店を経営[8]。
- タケシの妹は「みゆき」から「ジュン」に変わり、特撮版のように「交通事故のため脚が不自由」という設定はない[8]。
- タケシの父・一郎は死ね死ね団に拉致されていたのは特撮版と同じだが、特撮版のように死んではいない[9]。
- 敵組織の死ね死ね団は指揮官がミスターKで前線指揮を女性幹部（ハインツ少佐は除く）が執る点は実写と共通だが、帝王ドンゴロスは宇宙人という設定[8]で「デスノイド」と呼ばれるサイボーグ兵士[10]や「デビルメカ」と呼ばれる巨大メカを繰り出す[11]点が異なる。また特撮版のDACなどのような、外部協力者も登場しない。
- 死ね死ね団の目的は、特撮版では「日本人全滅」だが、アニメ版では「世界征服」に変わっている[12]。
- 死ね死ね団の基地は、特撮版は前期が東京湾の孤島にある「東京湾海堡基地」、後期が高層ビルの一室だったが、アニメ版では一貫して海底に設けられていた[13]。
- 特撮版の旧エンディング「ヤマトタケシの歌」はBGMのみ使用されている[14]が、挿入歌「死ね死ね団のテーマ」は使用されなかった。
- 特撮版では登場しなかった巨大ロボ「レインボーセブン」が登場し、ロボ戦を展開している。
- 死ね死ね団は、特撮版は最終的にはミスターKが逃亡して壊滅し切れなかったが、アニメ版では完全に壊滅している。
- 死ね死ね団の女性幹部は、特撮版では大半がレインボーマンに倒されているが、アニメ版の女性幹部フェアリ・ロゼ、パステル・プチは、最期は改心してレインボーマンの危機を救って死亡した[15][16]。